# Launeddas
Els launeddas, el Clarinet triple és un dels instruments musicals de vent de fusta més antics de la mediterrània (900 aC) i que en l'actualitat només es troba a Sardenya, consisteix en tres tubs amb llengüeta simple, que formen part del mateix cos de canya. És polifònic i es toca amb la tècnica de la respiració circular. El launeddas encara es toca durant les cerimònies i les danses religioses (su ballu).

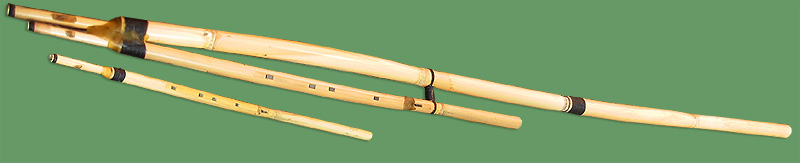
Launeddas

## Orígens
La utilització del Launeddas se certifica durant un període que va de la prehistòria fins als nostres dies.
Instruments del mateix tipus, que utilitzen tècniques similars, estan presents a tota la costa mediterrània, xeremies eivissenques, flautes d'encantadors de serps a l'Àfrica septentrional, sac de gemecs als Països Catalans, aulos a l'antiga Grècia, l'auletis en la ceràmica ibera al capdavant dels exèrcits, a l'antic Egipte i en Orient Mitjà, revelant els contactes i els intercanvis recíprocs i antics d'aquestes regions geogràfiques. Les ocasions d'utilitzacions podien ser laiques o religioses. És probable que s'utilitzés en rituals màgics.

## Descripció de l'instrument
El launeddas és format per tres canyes que poden tenir diferents mesures i gruix:
- La primera canya és la baixa (basciu o tumbu). És el més llarg i desproveït de forat que només permet sonar una única nota greu i constant.
- La segona canya (mancosa manna) té per funció produir les notes d'acompanyaments i està vinculada a la primera canya, per a formar el croba.
- La tercera canya (mancosedda) és independent en relació amb dues precedents, i té per funció produir les notes de la melodia. Sobre el ‘'mancosa i sobre el ‘'mancosedda es tallen quatre forats a distàncies preestablertes. Es fa un cinquè en la part terminal de les canyes en rituals màgics.

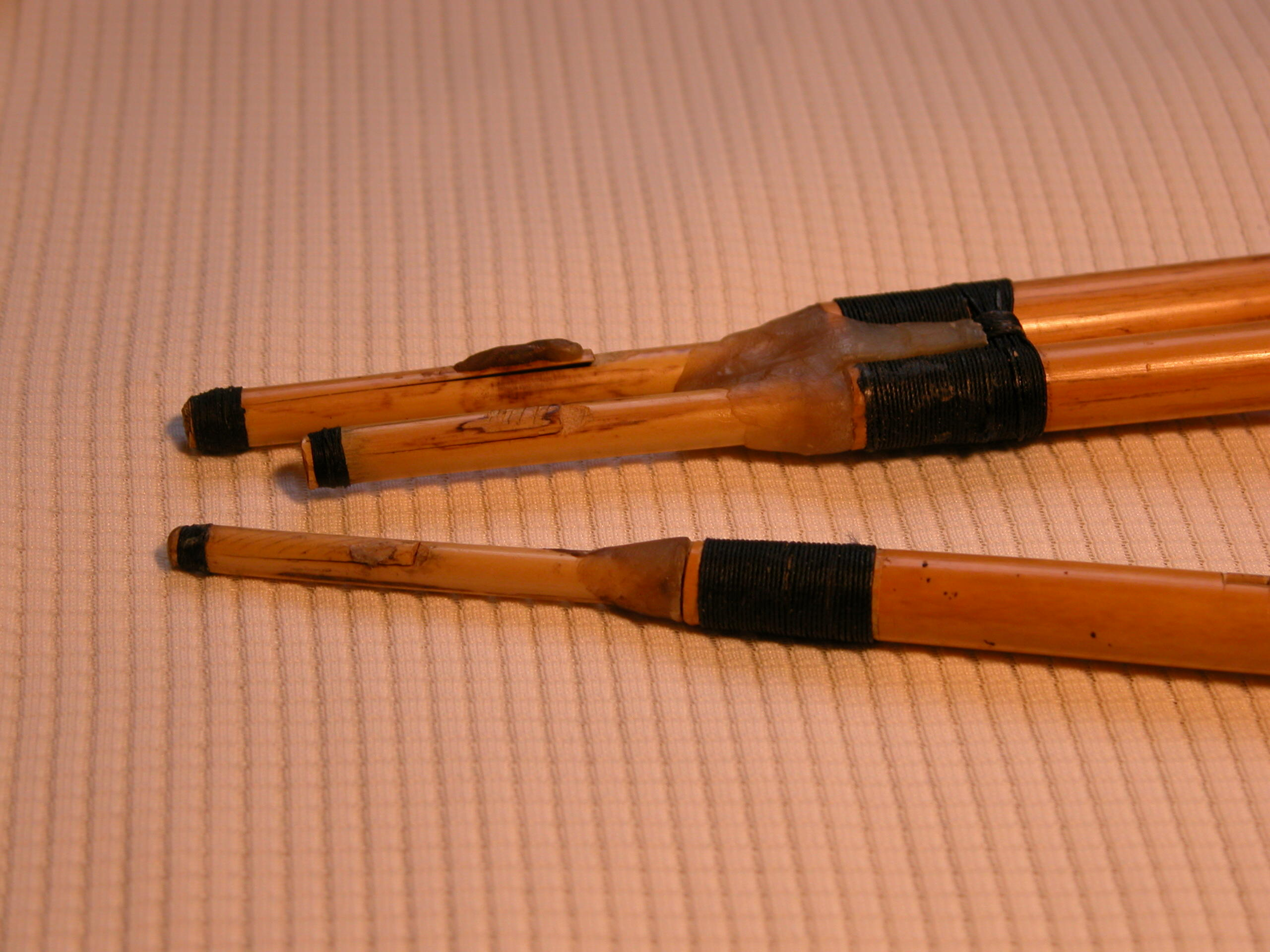
Llengüetes simples que formen part del mateix cos de l'instrument

## Tipus de launeddas
Existeixen diversos tipus de launeddas; els principals són:
- Punt'e organu
- Fiorassiu
- Mediana

A partir d'aquests tres tipus, podem trobar-ne diversos sub-tipus:
- Fiuda bagadia
- Tzampognia
- Spinellu

•	Contrappuntu
•	Su para et sa mongia
•	Frassettu